# Ivan Perišić
Ivan Perišić (Split, 2. veljače 1989.) hrvatski je nogometaš koji igra na položaju lijevog krila. Trenutačno igra za nizozemski PSV Eindhoven.
Prvi je strani nogometaš u njemačkom nogometnom savezu koji je osvojio DFB-Pokal s trima različitim momčadima.

## Klupska karijera
Kada je imao samo 17 godina bio je ponajbolji mladi igrač Hajduka i u Split su počeli stizati najpoznatiji europski klubovi poput PSV-a, Ajaxa, HSV-a i Anderlechta. U ljeto 2006. godine na zahtjev tadašnjeg trenera Sochauxa Alaina Perrina, bivši Hajdukov kadet potpisuje za taj francuski klub. Već s nepunih 18 godina odlazi u Sochaux, zbog čega je na koncu Hajduku isplaćena odšteta od 360 tisuća eura. U svojoj prvoj sezoni Perišić se nije naigrao, dapače nije upisao ni jednu službenu utakmicu, tek je dva puta bio na klupi. Odlaskom Perrina s klupe Sochauxa u ljeto 2007. godine, Ivan pada u drugi plan.
U zimskom prijelaznom roku 2008./09. odlazi u belgijskog prvoligaša Roeselarea na posudbu, 14. plasirani klub prošle sezone Jupiler lige. U nekim novinama naslovne stranice su nosile naslov "Novi Aljoša Asanović". Odmah po dolasku, Perišić je uspio izboriti mjesto prvotimca i u kratkom vremenu postaje najbolji igrač kluba. U Jupiler ligi upisao je četiri gola i dvije asistencije. Kada se tome pridoda i statistika iz belgijskog kupa, Perišić je u devet utakmica zabio sedam golova te dodao dvije asistencije. Na kraju sezone aktualizirala se priča gdje će Perišić završiti iduće sezone, u medijima je kružila priča da je već sve dogovoreno s Anderlechtom, ipak Perišić je na kraju potpisao trogodišnji ugovor za Club Brugge.
U sezoni 2010./11. Perišić je postigao 22 pogotka za Club Brugge u belgijskoj prvoj ligi, čime je osvojio titulu najboljeg strijelca lige. Udruga profesionalnih nogometaša Belgije proglasila ga je igračem godine.
Nakon završetka sezone prelazi u njemačkog prvaka Borussiju Dortmund. s kojom osvaja prvenstvo 2012. postigavši pogodak u utakmici kojom su osigurali naslov prvaka (protiv imenjaka iz Mönchengladbacha). Za klub iz Dortmunda postigao je 12 pogodaka u 64 utakmice u svim natjecanjima. 6. siječnja 2013. godine Perišić je potpisao za Wolfsburg.
Nakon dvije i pol godine provedene u Wolfsburgu, Ivan prelazi u redove milanskog Intera.
U susretu 15. kola talijanske lige 2017./18. zabio je tri pogotka u pobjedi (5:0) nad veronskim Chievom, a u istoj utakmicu asistenciju za drugi pogodak upisao je njegov momčadski kolega Marcelo Brozović.
U kolovozu 2019. godine je Perišić poslan na posudbu u minhenski Bayern. 'Ivan je dugo bio na našem popisu i ja sam ga preporučio. Znamo kako je igrao u Njemačkoj i znam ga iz reprezentacije. On je top igrač. Znam što je Ivan sposoban napraviti. Znam koliko je važan hrvatskoj reprezentaciji. Tamo je jedan je od ključnih igrača, igra s obje noge, brz je i dobar s loptom', rekao je bivši izbornik Niko Kovač. U prvoj utakmici sezone 2019./2020. Bundeslige je Perišić debitirao u 3:0 pobjedi protiv Schalke 04 kao zamjena. Protiv Mainza 05 je zajedno s Philippom Coutinhom po prvi put bio u početnoj postavi bavarskog diva, gdje je zabio prvijenac i jednom asistirao.
U kolovozu 2020. godine, Perišić je s Bayernom osvojio najveće europsko klupsko natjecanje, Ligu prvaka.
Svoj prvi trofej s milanskim Interom osvojio je u sezoni 2020./21., kada su prekinuli Juventusovu devetogodišnju dominaciju u Serie A, osvojivši naslov prvaka Italije. U sezoni 2021./22., Perišić je u finalu talijanskog kupa postigao dva pogotka i osvojio drugi trofej u dresu Intera.
Krajem svibnja 2022. godine, Perišić je kao slobodan igrač potpisao za engleski Tottenham Hotspur. Prvi ligaški nastup upisao je 6. kolovoza 2022., ušavši s klupe u drugom poluvremenu, u pobjedi 4:1 nad Southamptonom. Prvijenac za Tottenham postigao je u 28. kolu Premier lige, u utakmici protiv Southamptona, koja je završila rezultatom 3:3.
U siječnju 2024. godine, Perišić je stigao na posudbu u splitski Hajduk. Nakon isteka ugovora sa Tottenhamom, Perišić je odlučio potpisati jednogodišnji ugovor sa Hajdukom. Krajem kolovoza 2024., Perišić i Hajduk su sporazumno raskinuli ugovor.
U rujnu 2024. godine, Perišić je kao slobodan igrač potpisao jednogodišnji ugovor sa nizozemskim PSV-om.

## Reprezentativna karijera
Za hrvatsku nogometnu reprezentaciju prvi put je bio pozvan za ogled s Češkom u Puli 9. veljače 2011. godine.
Reprezentativni debi imao je u Tbilisiju protiv Gruzije ušavši u igru umjesto Ivana Rakitića u 61. minuti.
Hrvatski nogometni izbornik Ante Čačić objavio je u svibnju 2016. godine popis reprezentativaca za nastup na Europskom prvenstvu u Francuskoj, na kojem je bio i Perišić. U drugoj utakmici Hrvatske reprezentacije u skupini D na Europskom prvenstvu 2016. godine, Perišić je zabio prvi pogodak u remiju 2:2 s Češkom. Istakao se kao ponajbolji hrvatski igrač na EURO-u 2016. godine.
Na Svjetskom prvenstvu u Rusiji 2018. godine, zabio je 3 pogotka u ukupno 7 utakmica. Također je proglašen za igrača one legendarne utakmice protiv engleske reprezentacije gdje je Hrvatska u epskoj borbi slavila s 2-1 i ušla u finale svjetskoga prvenstva.
Perišić je drugi najbolji strijelac na velikim natjecanjima, sa 7 golova, odmah nakon Davora Šukera koji je postigao 8 pogodaka, ali jedini Hrvat koji je zabijao na tri velika natjecanja za redom više od jednog pogotka. 
Jubilarni 100. nastup u dresu reprezentacije upisao je 1. lipnja 2021. godine, u prijateljskoj utakmici s Armenijom. Na toj utakmici je i postigao pogodak u 24. minuti.
Dana 9. studenoga 2022. izbornik Zlatko Dalić uvrstio je Perišića na popis igrača za Svjetsko prvenstvo 2022. Na tom je Svjetskom prvenstvu 27. studenoga Perišić dvaput asistirao Andreju Kramariću za pogodak u utakmici protiv Kanade koja je završila 4:1.

### Pogodci za hrvatsku nogometnu reprezentaciju
| #   | Datum               | Mjesto                                            | Protivnik   | Pogodak | Rezultat | Natjecanje                 |
| --- | ------------------- | ------------------------------------------------- | ----------- | ------- | -------- | -------------------------- |
| 1.  | 11. rujna 2012.     | Stadion kralja Baudouina, Bruxelles, Belgija      | Belgija     | 0:1     | 1:1      | kvalifikacije za SP 2014.  |
| 2.  | 31. svibnja 2014.   | Stadion Gradski vrt, Osijek, Hrvatska             | Mali        | 1:0     | 2:1      | prijateljska utakmica      |
| 3.  | 31. svibnja 2014.   | Stadion Gradski vrt, Osijek, Hrvatska             | Mali        | 2:0     | 2:1      | prijateljska utakmica      |
| 4.  | 18. lipnja 2014.    | Arena Amazônia, Manaus, Brazil                    | Kamerun     | 0:2     | 0:4      | SP 2014.                   |
| 5.  | 23. lipnja 2014.    | Itaipava Arena Pernambuco, Recife, Brazil         | Meksiko     | 1:3     | 1:3      | SP 2014.                   |
| 6.  | 13. listopada 2014. | Stadion Gradski vrt, Osijek, Hrvatska             | Azerbajdžan | 2:0     | 6:0      | Kvalifikacije za EP 2016.  |
| 7.  | 13. listopada 2014. | Stadion Gradski vrt, Osijek, Hrvatska             | Azerbajdžan | 3:0     | 6:0      | Kvalifikacije za EP 2016.  |
| 8.  | 16. studenoga 2014. | Stadio Giuseppe Meazza, Milano, Italija           | Italija     | 1:1     | 1:1      | Kvalifikacije za EP 2016.  |
| 9.  | 28. ožujka 2015.    | Stadion Maksimir, Zagreb, Hrvatska                | Norveška    | 2:0     | 5:1      | Kvalifikacije za EP 2016.  |
| 10. | 10. listopada 2015. | Stadion Maksimir, Zagreb, Hrvatska                | Bugarska    | 1:0     | 3:0      | Kvalifikacije za EP 2016.  |
| 11. | 13. listopada 2015. | Nacionalni stadion, Ta' Qali, Malta               | Malta       | 0:1     | 0:1      | Kvalifikacije za EP 2016.  |
| 12. | 23. ožujka 2016.    | Stadion Gradski vrt, Osijek, Hrvatska             | Izrael      | 1:0     | 2:1      | prijateljska utakmica      |
| 13. | 4. lipnja 2016.     | Stadion Rujevica, Rijeka, Hrvatska                | San Marino  | 6:0     | 10:0     | prijateljska utakmica      |
| 14. | 17. lipnja 2016.    | Stade Geoffroy-Guichard, Saint-Étienne, Francuska | Češka       | 0:1     | 2:2      | EP 2016.                   |
| 15. | 21. lipnja 2016.    | Nouveau Stade de Bordeaux, Bordeaux, Francuska    | Španjolska  | 2:1     | 2:1      | EP 2016.                   |
| 16. | 6. listopada 2016.  | Stadion Loro Boriçi, Skadar, Albanija             | Kosovo      | 5:0     | 6:0      | Kvalifikacije za SP 2018.  |
| 17. | 9. studenoga 2017.  | Stadion Maksimir, Zagreb, Hrvatska                | Grčka       | 3:1     | 4:1      | Kvalifikacije za SP 2018.  |
| 18. | 8. lipnja 2018.     | Stadion Gradski vrt, Osijek, Hrvatska             | Senegal     | 1:1     | 2:1      | prijateljska utakmica      |
| 19. | 26. lipnja 2018.    | Rostov Arena, Rostov na Donu, Rusija              | Island      | 2:1     | 2:1      | SP 2018.                   |
| 20. | 11. srpnja 2018.    | Stadion Lužnjiki, Moskva, Rusija                  | Engleska    | 1:1     | 2:1      | Poluzavršnica, SP 2018.    |
| 21. | 15. srpnja 2018.    | Stadion Lužnjiki, Moskva, Rusija                  | Francuska   | 1:1     | 2:4      | Završnica, SP 2018.        |
| 22. | 6. rujna 2018.      | Estadio Algarve, Faro/Loule, Portugal             | Portugal    | 0:1     | 1:1      | prijateljska utakmica      |
| 23. | 8. lipnja 2019.     | Stadion Gradski vrt, Osijek, Hrvatska             | Wales       | 2:0     | 2:1      | Kvalifikacije za EP 2020.  |
| 24. | 6. rujna 2019.      | City Arena Trnava, Trnava, Slovačka               | Slovačka    | 0:2     | 0:4      | Kvalifikacije za EP 2020.  |
| 25. | 16. studenoga 2019. | Stadion Rujevica, Rijeka, Hrvatska                | Slovačka    | 3:1     | 3:1      | Kvalifikacije za EP 2020.  |
| 26. | 19. studenoga 2019. | Stadion Aldo Drosina, Pula, Hrvatska              | Gruzija     | 2:1     | 2:1      | Kvalifikacije za EP 2020.  |
| 27. | 30. ožujka 2021.    | Stadion Rujevica, Rijeka, Hrvatska                | Malta       | 1:0     | 3:0      | Kvalifikacije za SP 2022.  |
| 28. | 1. lipnja 2021.     | Gradski stadion, Velika Gorica, Hrvatska          | Armenija    | 1:0     | 1:1      | prijateljska utakmica      |
| 29. | 18. lipnja 2021.    | Hampden Park, Glasgow, Škotska                    | Češka       | 1:1     | 1:1      | EP 2020.                   |
| 30. | 22. lipnja 2021.    | Hampden Park, Glasgow, Škotska                    | Škotska     | 3:1     | 3:1      | EP 2020.                   |
| 31. | 8. listopada 2021.  | AEK Arena – Georgios Karapatakis, Larnaka, Cipar  | Cipar       | 0:1     | 0:3      | Kvalifikacije za SP 2022.  |
| 32. | 11. studenoga 2021. | Nacionalni stadion, Ta'Qali, Malta                | Malta       | 0:1     | 1:7      | Kvalifikacije za SP 2022.  |
| 33. | 5. prosinca 2022.   | Stadion Al Janoub, Al Wakrah, Katar               | Japan       | 1:1     | 1:1      | SP 2022.                   |
| 34. | 20. ožujka 2025.    | Stadion Poljud, Split, Hrvatska                   | Francuska   | 2:0     | 2:0      | UEFA Liga nacija 2024./25. |
| 35. | 6. lipnja 2025.     | Stadion Algarve, Faro, Portugal                   | Gibraltar   | 0:5     | 0:7      | Kvalifikacije za SP 2026.  |
| 36. | 9. lipnja 2025.     | Opus Arena, Osijek, Hrvatska                      | Češka       | 3:1     | 5:1      | Kvalifikacije za SP 2026.  |

## Osobni život

### Donacije
U vrijeme Pandemija koronavirusa u Hrvatskoj 2020. Perišić je donirao novčana sredstva Hitnoj medicinskoj pomoći Omiš.

## Priznanja

### Individualna
- Vatrena krila za 2014. godinu, nagrada Kluba navijača hrvatske nogometne reprezentacije "Uvijek vjerni" za najsrčanijeg hrvatskog reprezentativca.
- 2018.: Odlukom Predsjednice Republike Hrvatske Kolinde Grabar-Kitarović odlikovan je Redom kneza Branimira s ogrlicom, za izniman, povijesni uspjeh hrvatske nogometne reprezentacije, osvjedočenu srčanost i požrtvovnost kojima su dokazali svoje najveće profesionalne i osobne kvalitete, vrativši vjeru u uspjeh, optimizam i pobjednički duh, ispunivši ponosom sve hrvatske navijače diljem svijeta ujedinjene u radosti pobjeda, te za iskazano zajedništvo i domoljubni ponos u promociji sporta i međunarodnog ugleda Republike Hrvatske, te osvajanju 2. mjesta na 21. Svjetskom nogometnom prvenstvu u Ruskoj Federaciji.[32]
- 2024. Odlukom predsjednik Republike Hrvatske Zorana Milanovića odlikovan je Poveljom Republike Hrvatske: "Za izniman uspjeh hrvatske nogometne reprezentacije, doprinos sportu i međunarodnom ugledu Republike Hrvatske te osvajanju 3. mjesta na 22. Svjetskom nogometnom prvenstvu u Državi Katru" [33]

### Klupska
Borussia Dortmund
- Bundesliga (1): 2011./12.
- Njemački kup (1): 2011./12.

Wolfsburg
- Njemački kup (1): 2014./15.
- Njemački superkup (1): 2015.

Bayern München
- Bundesliga (1): 2019./20.
- Njemački kup (1): 2019./20.
- Liga prvaka (1): 2019./20.

Inter Milano
- Serie A (1): 2020./21.
- Talijanski kup (1): 2021./22.
- Talijanski superkup (1): 2021.

PSV Eindhoven
- Eredivisie (1): 2024./25.
- Nizozemski superkup (1): 2025.

### Reprezentativna
Hrvatska
- Svjetsko prvenstvo: 2018. (2. mjesto),[34] 2022. (3. mjesto)[35]
- UEFA Liga nacija (2. mjesto): 2022./23.

## Vanjske poveznice

### Sestrinski projekti
|  | Zajednički poslužitelj ima još gradiva o temi Ivan Perišić |

### Mrežna sjedišta
- Profil, Hrvatski nogometni savez
- Profil, Soccerway (engl.)
- Profil, Transfermarkt (engl.)